# Glyphis glyphis
Glyphis glyphis là loài cá mập thuộc họ Carcharhinidae.

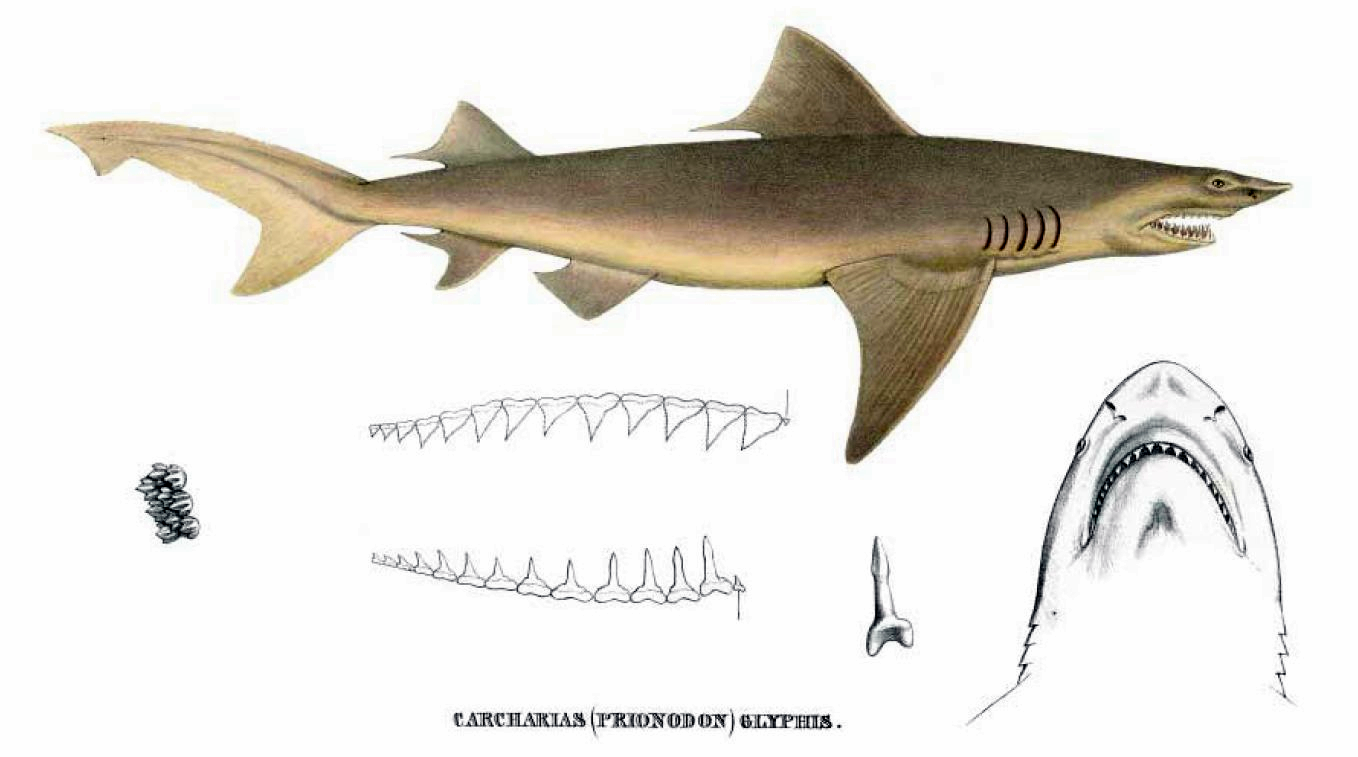
Minh họa của Müller và Henle's.

## Phân bố
Loài này sinh sống ở các dòng sông nhiệt đới thuộc vùng ngập mặn ở miền bắc Australia và New Guinea, cũng có báo cáo về sự có mặt của loài này ở Biển Đông.

## Hình ảnh

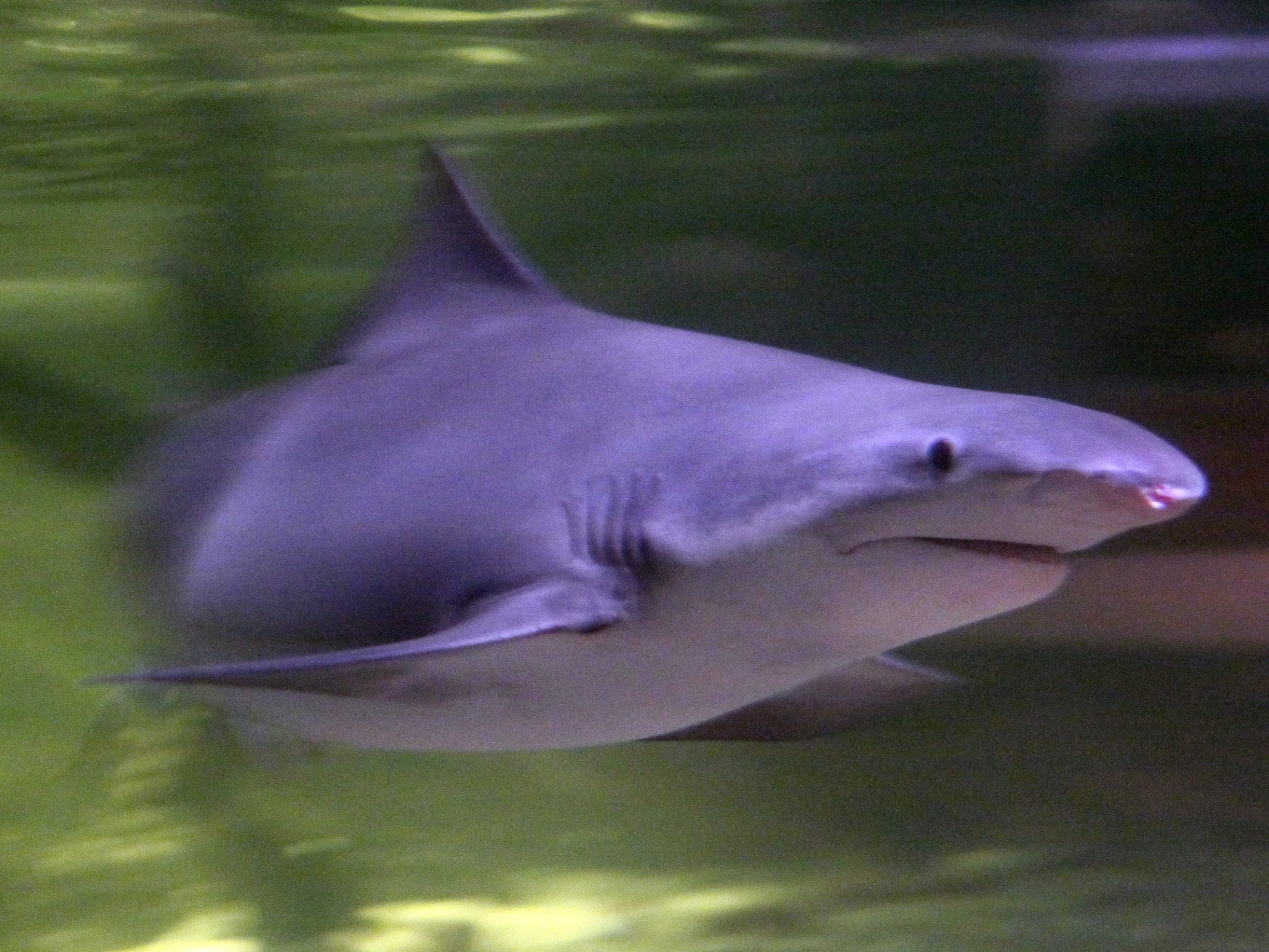
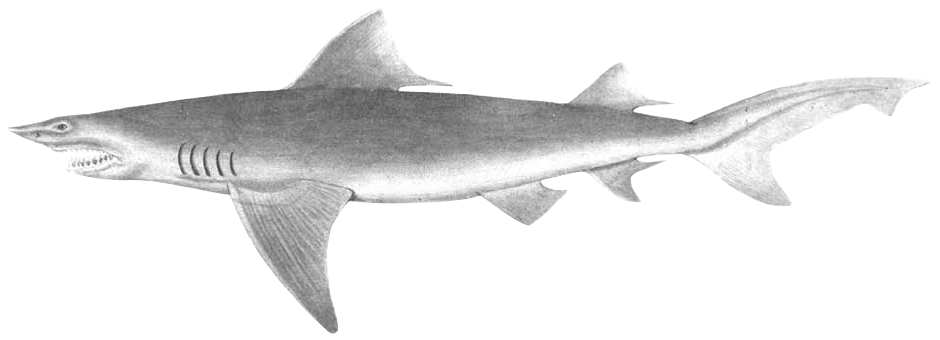
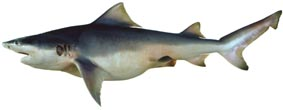
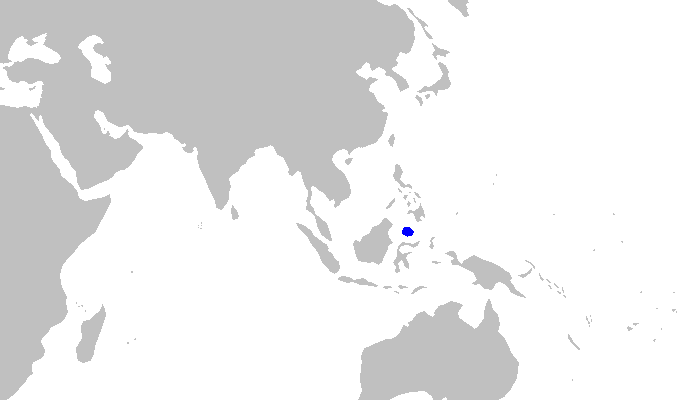